# Arbeitsgemeinschaft Missionarische Dienste
Die Arbeitsgemeinschaft Missionarische Dienste (AMD) existiert seit 1946 (bis 1965 als Arbeitsgemeinschaft für Volksmission (AGfVM)) und ist Fachverband und zugleich eine Abteilung der Diakonie Deutschland in Berlin. Sie befasst sich mit allen Aspekten des missionarischen Auftrags der Kirche, insbesondere in Verkündigung, Gemeinde- und Kirchenentwicklung und Diakonie. Gemeinsam mit der Evangelische Kirche in Deutschland (EKD) und der Diakonie Deutschland ist sie seit 2019 Trägerin von [midi], der Ev. Arbeitsstelle für missionarische Kirchenentwicklung und diakonische Profilbildung (Berlin).

## Geschichte
Die Arbeitsgemeinschaft Missionarische Dienste (AMD) ging hervor aus den missionarischen Aufbrüchen und Bewegungen des 19. Jahrhunderts, der Erweckungsbewegung, der Gemeinschaftsbewegung und in besonderer Weise der Arbeit der Inneren Mission – daher ist sie auch bis heute im Verbund der Diakonie Deutschland angesiedelt. Ab 1920 erkannten die Landeskirchen in Deutschland die missionarische Herausforderung als ihre eigene Verantwortung und schufen zur Förderung dieser Aufgabe entsprechende Strukturen. Zur Koordinierung der landeskirchlichen Ämter für Volksmission wurde 1928 der Deutsche Evangelische Verband für Volksmission gegründet, im Jahr 1934 bildete sich die Arbeitsgemeinschaft deutscher Volksmissionare. Beides lief in der 1946 gegründeten Arbeitsgemeinschaft für Volksmission (AGfVM) zusammen, aus der sich 1965 die AMD entwickelt hat. 
Den Vorsitz der neugegründeten Arbeitsgemeinschaft führte bis zu seinem Tod im Jahr 1960 Heinrich Rendtorff. Erster Geschäftsführer wurde Gerhard Füllkrug. Nach dessen Tod 1948 übernahm Carl Gunther Schweitzer diese Aufgabe, bis am 1. November 1951 Heinrich-Hermann Ulrich, vorher Leiter der missionarischen Dienste in Braunschweig, Geschäftsführer wurde und das Amt bis 1981 innehatte. Laut Hartmut Bärend, von 1998 bis 2007 Generalsekretär der AMD, prägte Ulrich als Theologe und Organisator die Arbeit in der AMD maßgeblich.

## Verband
Die AMD initiiert missionarische Projekte, unterstützt das evangelistische Engagement und bietet Instrumente für Gemeindeaufbau und bibelbezogenes Arbeiten. Sie fördert den Zusammenhang von Mission und Diakonie. Darüber hinaus entwickelt sie Material für die Gemeindepraxis und gibt Publikationen heraus, die die missionarische Kompetenz von Ehren- und Hauptamtlichen erweitern helfen soll.
Zur Organisation gehören
- die Ämter für missionarische Dienste bzw. Ämter für Gemeindedienst aller 20 EKD-Gliedkirchen,[5]
- 70 selbstständige Werke und Verbände, die sich der missionarischen Arbeit verpflichtet fühlen und diese unter dem Dach der evangelischen Kirche tun.[6]

Vorsitzender ist Dieter Kaufmann, Generalsekretär ist Diakon Andreas Schlamm.

## Aktivitäten
Die Angebote und Aktivitäten spiegeln sich in verschiedenen Referaten der Arbeitsstelle midi wider:
- Evangelisation und missionale Bildung
  - Glaubenskurse; Informationen über verschiedene Glaubenskurse sowie von der AMD selbst entwickelte Glaubenskurse,[7] nämlich „SPUR8“, „Emmaus – auf dem Weg des Glaubens, Stufen des Lebens -“ Religionsunterricht für Erwachsene
  - Fachtagung Evangelisation
- Missionale Gemeindeentwicklung
  - Fachtagungen zu verschiedenen Themen
  - eine Projektgruppe und jährliche Fachtagungen für Hauskreisarbeit
  - Netzwerk für christliche Cafés und Kneipen
  - Fresh Expressions
  - Anregung und Entwicklung von Material zu verschiedenen Themen
- Missionarisch-diakonische Profilentwicklung
  - Vernetzung von Projekten in diakonischen Einrichtungen und in Kirchengemeinden,
  - Fachtagungen für Besuchsdienst und Gemeindediakonie
  - Kurse für Mitarbeitende in der Diakonie
- Bibelkunde und -auslegung
  - jährliche Ausarbeitung einer Bibelwoche im Rahmen einer Bibelwochenkonferenz von katholischen und evangelischen Theologen[8]
  - Unterstützung der ökumenischen Arbeitsgemeinschaft für Bibellesen
- Literatur und Zeitschriften
  - 3E – Ideenmagazin für die Evangelische Kirche (erscheint im SCM Bundes-Verlag)
  - Texte zur Bibel (jährlich erscheinendes Bibelwochen-Material)
  - Bis 2019: Brennpunkt Gemeinde; sechsmal jährlich erscheinende theologische Zeitschrift der AMD[9] sowie Studienbriefe als Beilage zu Brennpunkt Gemeinde, in denen jeweils ein Thema vertieft behandelt wird.[10] Es gibt Studienbrief-Reihen zu Bibel, Diakonie, Gemeindeaufbau, Religionen und Seelsorge.

## Angeschlossene Gruppierungen
Zur Arbeitsgemeinschaft gehören die landeskirchlichen Missionarischen Dienste und rund 70 freie Träger missionarischer Arbeit, z. T. über die verfasste Kirche hinaus, darunter beispielsweise
| - Berliner Stadtmission - Deutsche Bibelgesellschaft - Bibellesebund - Blaues Kreuz - Campus für Christus - CVJM | - Evangelische Gnadauer Gemeinschaftsverband - Evangeliums-Rundfunk - Gesellschaft für Innere und Äußere Mission im Sinne der lutherischen Kirche e. V. - Marburger Kreis - MBK – Evangelisches Jugend- und Missionswerk |

Die AMD kooperiert mit dem Greifswalder Institut zur Erforschung von Evangelisation und Gemeindeentwicklung.

## Gewählte Mitglieder des Vertrauensrates

### Vorsitzender
- Dieter Kaufmann, Oberkirchenrat i. R. der Ev. Landeskirche in Württemberg (Stuttgart)

### Stellvertretende Vorsitzende
- Hansjörg Kopp, Generalsekretär des CVJM-Gesamtverbands (Kassel)
- Annegret Puttkammer, Direktorin des Neukirchener Erziehungsvereins (Neukirchen-Vluyn)

### Mitglieder
- Matthias Ansorg, Leiter des Gemeindediensts der Ev. Kirche in Mitteldeutschland (Neudietendorf)
- Christian Ceconi, Direktor der Berliner Stadtmission (Berlin)
- Axel Ebert, Missionarische Dienste der Ev. Landeskirche in Baden (Karlsruhe)
- Simone Enthöfer, Zentrum Gemeinde- und Kirchenentwicklung der Ev. Kirche im Rheinland (Wuppertal)
- Katharina Haubold, Fresh X-Netzwerk e. V. (Berlin)
- Steffen Kern, Präses des Ev. Gnadauer Gemeinschaftsverbands (Kassel)
- Rainer Kiefer, Direktor der Evangelischen Mission Weltweit (Hamburg)
- Michael Klitzke, Geschäftsführer proChrist e. V. (Kassel)
- Christine Reizig, Oberin Missionshaus Malche (Bad Freienwalde)
- Tobias Schneider, Missionarische Dienste der Ev. Landeskirche in Württemberg (Stuttgart)